# Мілова (річка)
Мілова — річка в Україні, ліва притока річки Комишна. Басейн Сіверського Дінця. Довжина 28 км. Площа водозбірного басейну 345 км². Похил 3,2 м/км. Долина широка асиметрична. Річище помірно звивисте, шириною глибиною 0,5—1,5 м. Здійснюють залуження берегів. Використовується для сільгосподарських потреб.
Бере початок біля с. Яснопромінське. Тече по території Міловського району Луганської області. В басейні річки знаходиться філіал Луганського заповідника — Стрілецький степ.
Притоки: Черепаха (ліва).